# Cours-de-Pile

Cours-de-Pile este o comună în departamentul Dordogne din sud-vestul Franței. În 2009 avea o populație de 1.451 de locuitori.

## Evoluția populației
| An        | 1975 | 1982  | 1990  | 1999  | 2006  | 2009  |
| --------- | ---- | ----- | ----- | ----- | ----- | ----- |
| Populație | 868  | 1.203 | 1.329 | 1.300 | 1.415 | 1.451 |